# Висока Грива (Гомельська область)
Висока Грива (біл. Высокая Грыва) — селище в Терешковицькій сільській раді Гомельському районі Гомельської області Республіки Білорусь.

## Географія

### Розташування
За 14 км від залізничної станції Уть (на лінії Гомель — Чернігів), 17 км на південь від Гомеля.

## Гідрографія
На річці Уть (притока річки Сож).

## Транспортна мережа
Транспортні зв'язки степовою, потім автомобільною дорогою Старі Яриловичі — Гомель. Планування складається з короткої прямолінійної вулиці, яка орієнтована з південного заходу на північний схід. Дерев'яні селянські садиби розташовані вздовж путівця.

## Історія
Засноване у другій половині XIX століття. Тут була садиба з парком, частина насаджень якого збереглася до нашого часу. Відповідно до перепису 1897 року розташовувалися: виселок, що становив частину околиці Старі Терешковичі; у Дятловицькій волості Гомельського повіту Могильовської губернії.
У 1926 році працювало відділення зв'язку, у Старотерешковицькій сільраді Дятловицького району Гомельського округу. 1931 року жителі вступили до колгоспу. Під час німецько-радянської війни у вересні 1943 року німецькі окупанти повністю спалили селище та вбили 2 мешканців. 6 мешканців загинули на фронті. 1959 року у складі радгоспу «Новобілицький» (центр — село Терешковичі).

## Населення

### Чисельність
- 2009 — 3 господарства, 4 мешканці.